# Потік Оса
Поті́к Оса́ — загальнозоологічний заказник загальнодержавного значення в Україні. Розташований в Українських Карпатах, у західній частині гірського масиву Полонина Боржава, в межах Воловецького району Закарпатської області, на південний захід від смт Воловець.
Площа 500 га. Створений у 1998 році. Перебуває у віданні ДП «Воловецьке ЛГ».
Розташований у долині гірського потоку Оса — лівої притоки Вичі (басейн Латориці). Охороняються місця оселення саламандри плямистої, тритона гірського, жаби прудкої, бурозубки альпійської та кутори малої, занесених до Червоної книги України. У потоці водиться цінний вид риб — форель струмкова. Тут не вирубують ліс і не руйнують ландшафт важкою технікою.

## Галерея

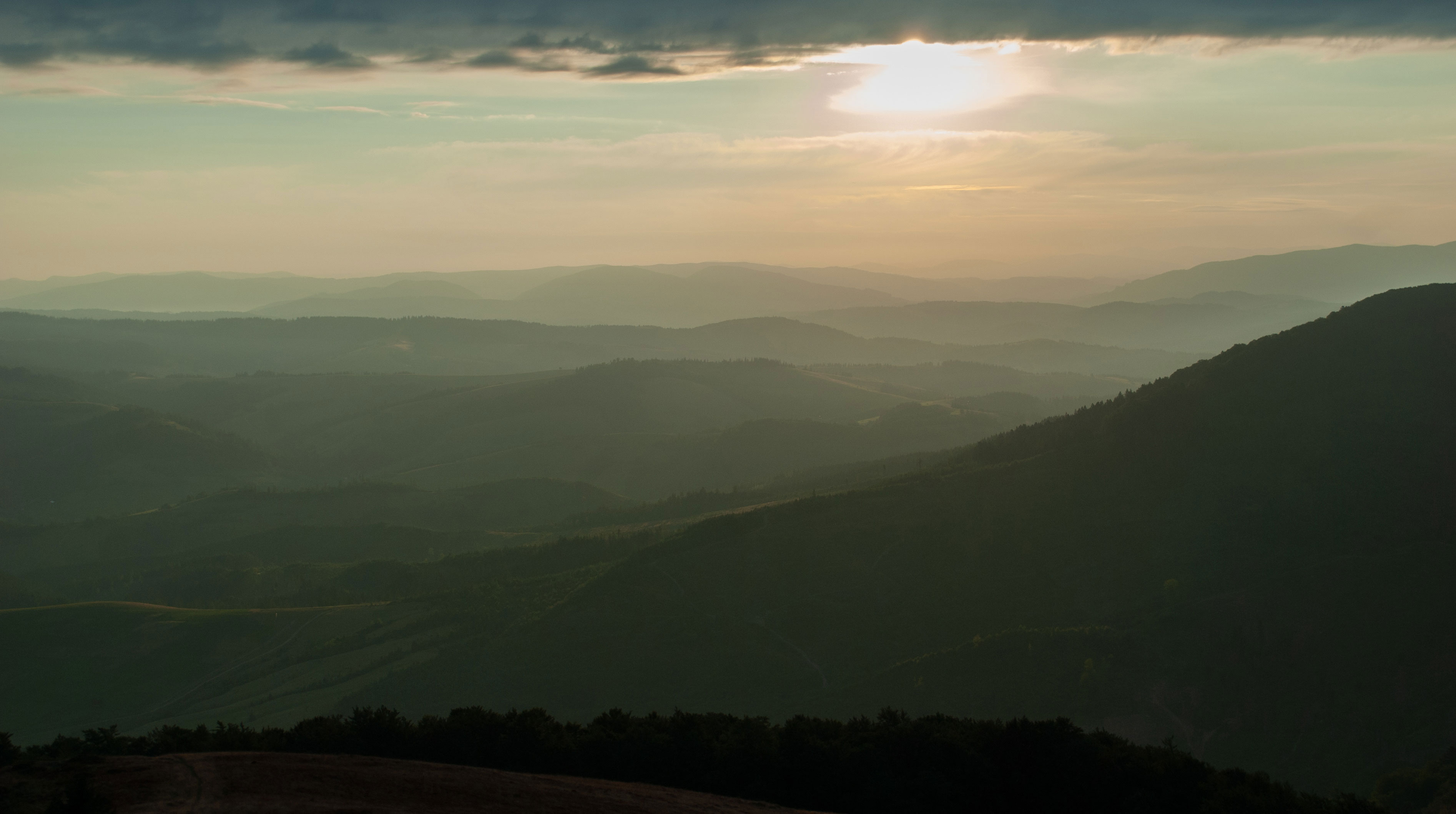
Світанок
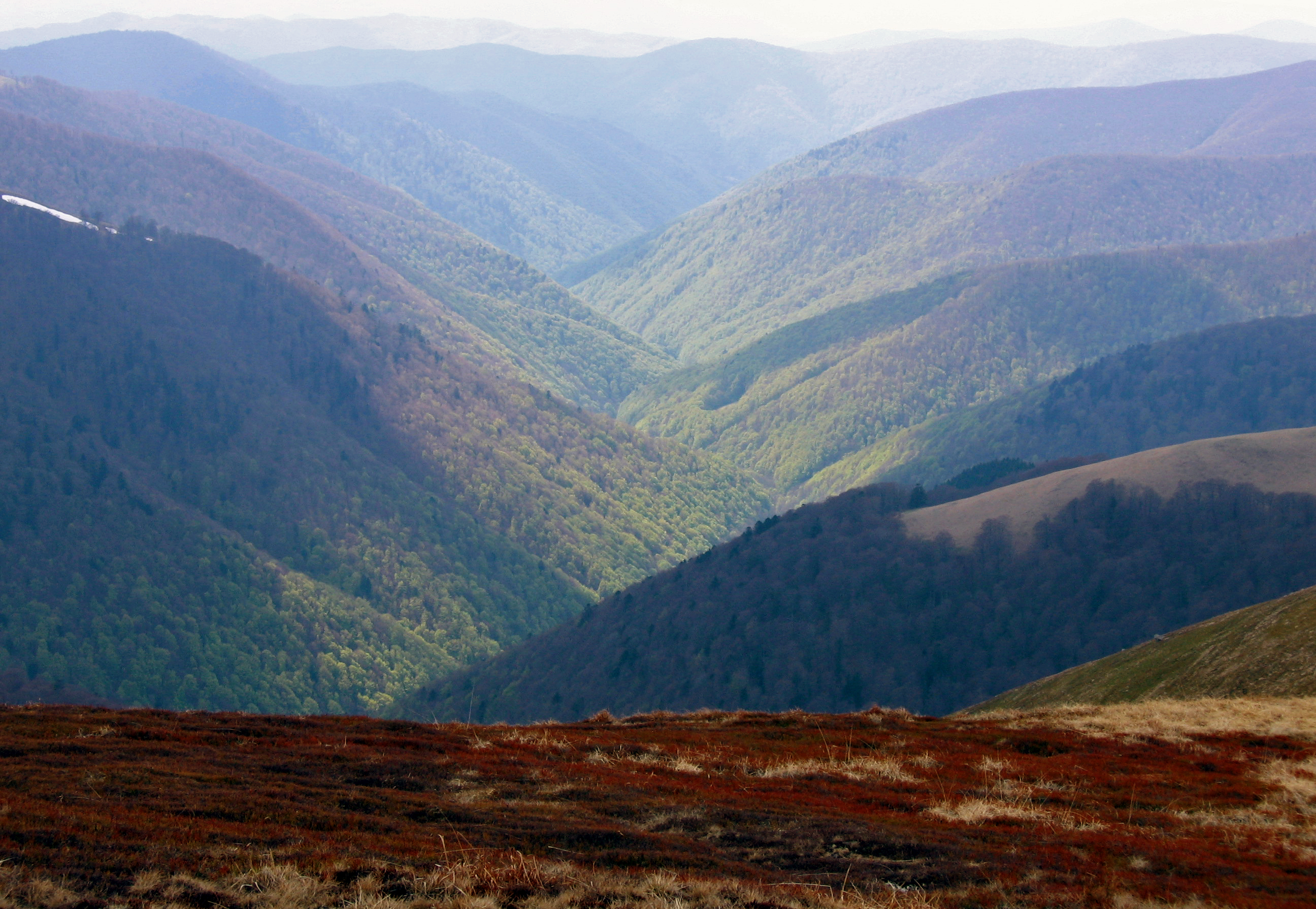
Потік Оса
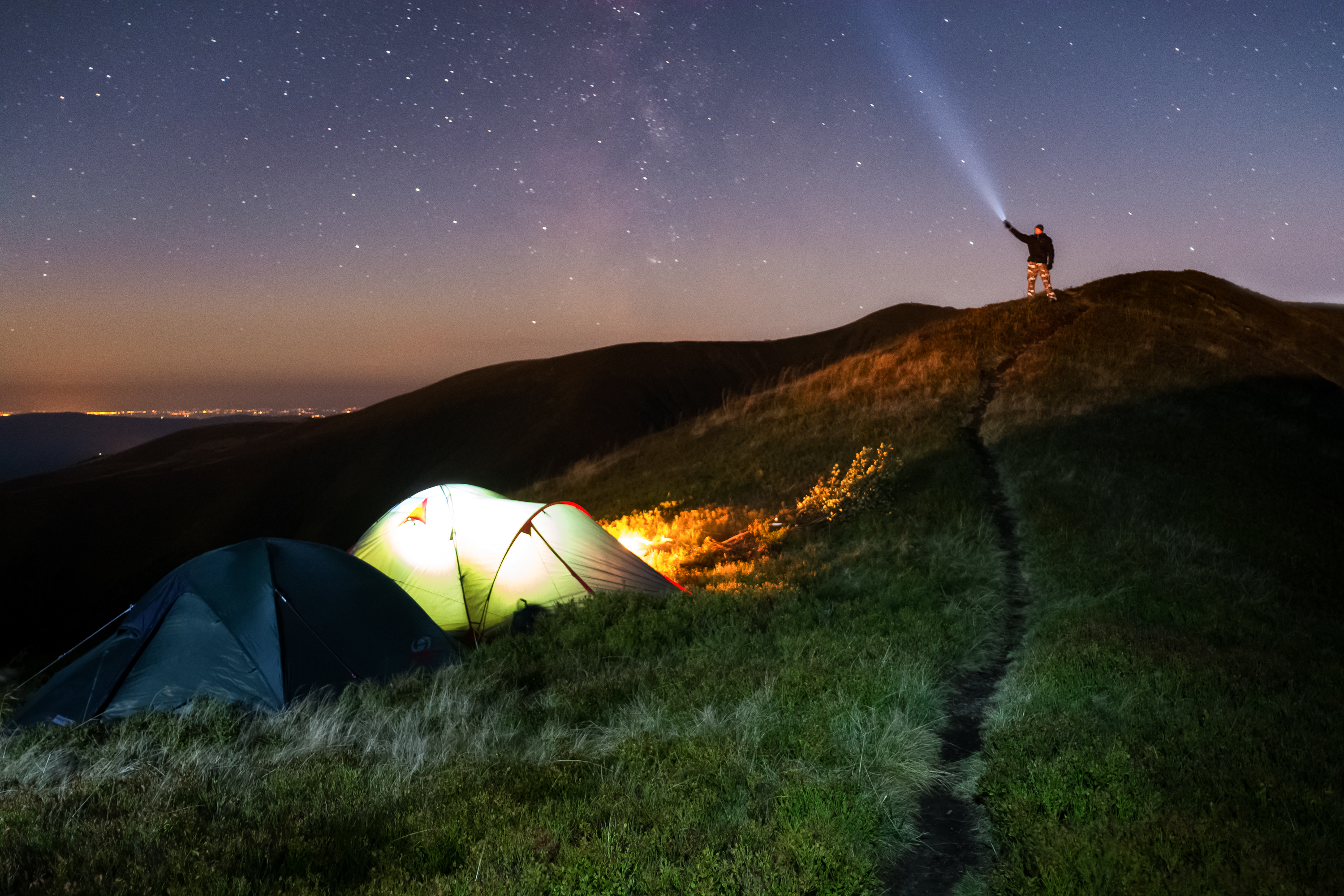
Увечері
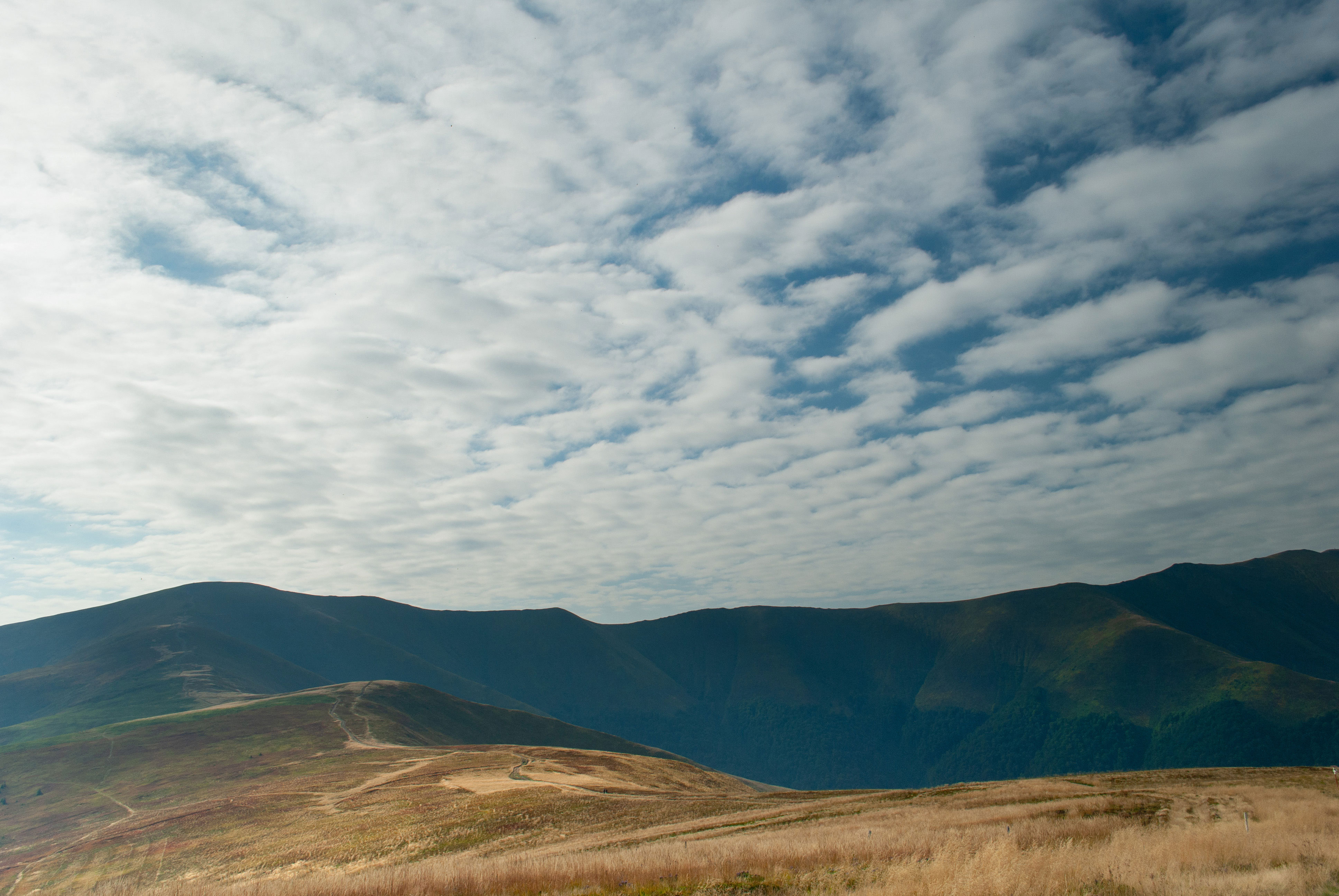
Небо над потоком улітку
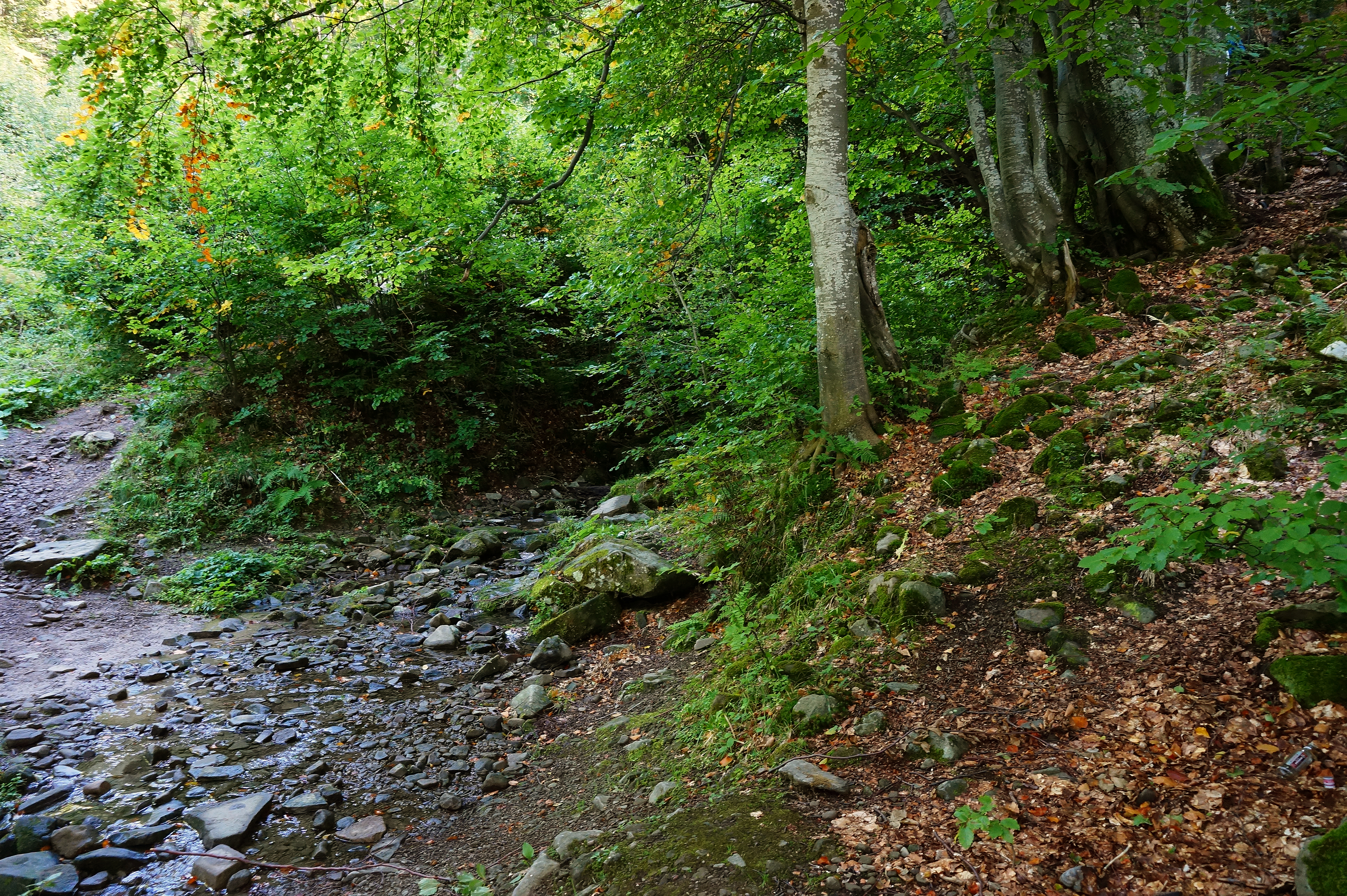
Потік
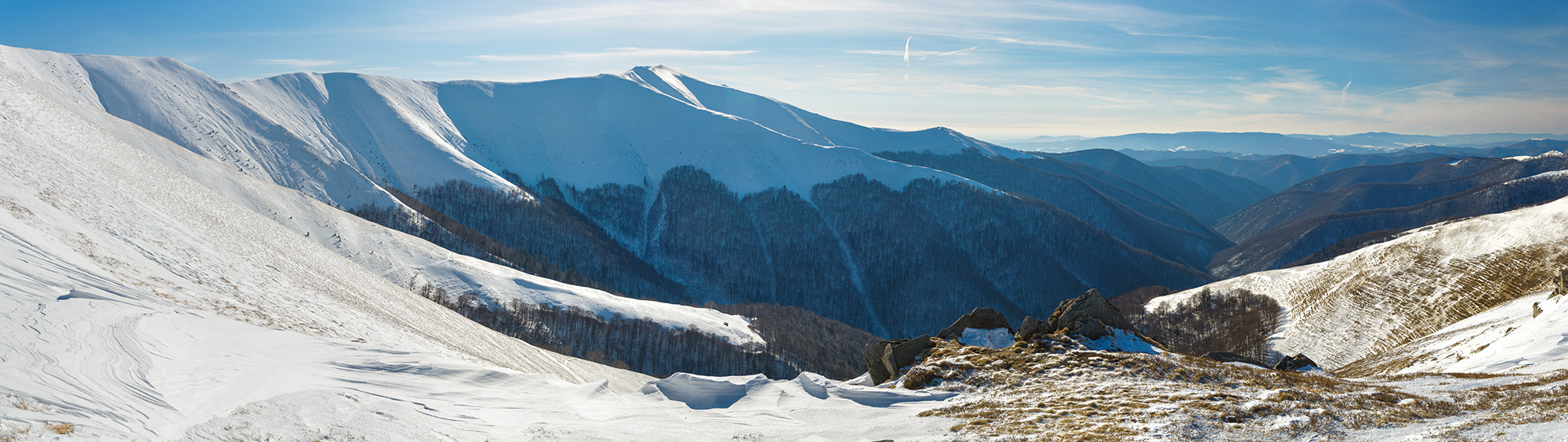
Природа поблизу потоку взимку